# Melissa Jefferson
Melissa Jefferson (Georgetown, 21 februari 2001) is een Amerikaans atlete, die gespecialiseerd is in de sprintnummers. Zij nam deel aan de Olympische Spelen van 2024 in Parijs en veroverde bij die gelegenheid twee medailles. Op de 100 m behaalde zij de bronzen medaille, waarna zij op de 4 × 100 m estafette als lid van het Amerikaanse team goud veroverde.